# Ming Chengzu
Pour les articles homonymes, voir Yongle.
Ming Chengzu, qui prend le nom de règne de Yongle (chinois simplifié : 永乐 ; chinois traditionnel : 永樂 ; pinyin : Yǒnglè ; Wade : Yung³-lo⁴ ; EFEO : Yung-lo ; litt. « Joie éternelle ») (2 mai 1360 - 12 août 1424), de son nom personnel Zhu Di (chinois : 朱棣 ; pinyin : Zhū Dì ; Wade : Chu¹ Ti⁴ ; EFEO : Tchou Te), est le troisième empereur de la dynastie Ming et l'un des plus célèbres empereurs chinois. Fils d'un des meneurs de la révolte des Turbans rouges, il renverse son neveu Jianwen et règne de 1402 à 1424. Il mène une politique centralisatrice et expansionniste et transfère la capitale de Nankin à Pékin afin de surveiller plus facilement l'activité des Mongols. Il est l'initiateur de la construction de la Cité interdite de Pékin.

## Biographie

### Prince de Yan
Lorsque Zhu Yuanzhang (1328-1398), fondateur de la dynastie des Ming (1368-1644), renverse les Yuan et fonde sa dynastie, la capitale de l'Empire chinois est un temps à Nanjing. Dadu prend le nom de Beijing et est donné au quatrième fils du vainqueur, Zhu Di, le futur Yongle. Il reçoit le titre de « prince de Yan », du nom de la région autour de Běipíng (Pékin). Il quitte Nankin, débarque dans son fief à vingt ans et doit combattre contre les forces mongoles restantes de la dynastie des Yuan (1271-1368). Pour protéger cette métropole septentrionale, Zhu Di est obligé de conduire à maintes reprises ses troupes dans des batailles acharnées. Après dix ans de luttes acharnées, il sort vainqueur et à la tête d'une puissante armée, il a montré ses capacités militaires.

### Prise de pouvoir
En 1398, Hongwu meurt des suites d'une maladie et son petit-fils, Zhu Yunwen, lui succède en prenant le nom de règne de Jianwen (« le Lettré »).
Au moment de son accession au trône, le pays est divisé en fiefs où 25 princes règnent en maîtres. L'empereur estime donc que cette situation constitue une grande menace pour sa domination. Ainsi, il accepte le conseil de ses ministres et décide de réduire les forces des princes vassaux. Après avoir détrôné cinq princes faibles durant la première année, il se prépare à le faire pour Zhu Di. Il envoie d'abord des généraux de confiance guetter Zhu Di et cherche ensuite une occasion favorable pour l'arrêter. Ce dernier, alors le prince le plus puissant, devance son arrestation et décide de contre-attaquer. Dès qu'il entend parler de l'ordre secret d'arrestation, il décide de déclencher aussitôt une offensive à Beiping, sous prétexte d'éliminer les traîtres de la cour impériale. Après quatre ans de combats, son armée occupe Nankin. Dans la panique, le palais de l'empereur prend feu et Jianwen et sa femme disparaissent, probablement morts brûlés. On raconte cependant très vite que Jianwen a réussi à s'enfuir, déguisé en moine ; Zhu Di le fait longtemps rechercher, en vain. Puis Zhu Di se proclame empereur et prend le nom de règne de Yongle, en jouissant du soutien de tous les princes.
Il lui faut quelques années pour mettre au pas la haute administration, majoritairement originaire du Sud et hostile à l'autorité de celui qui était souvent vu comme un usurpateur, par surcroît originaire des lointaines terres du Nord. Cette « pacification du Sud » coûte la vie à des dizaines de milliers de fonctionnaires.

### Construction de Beijing

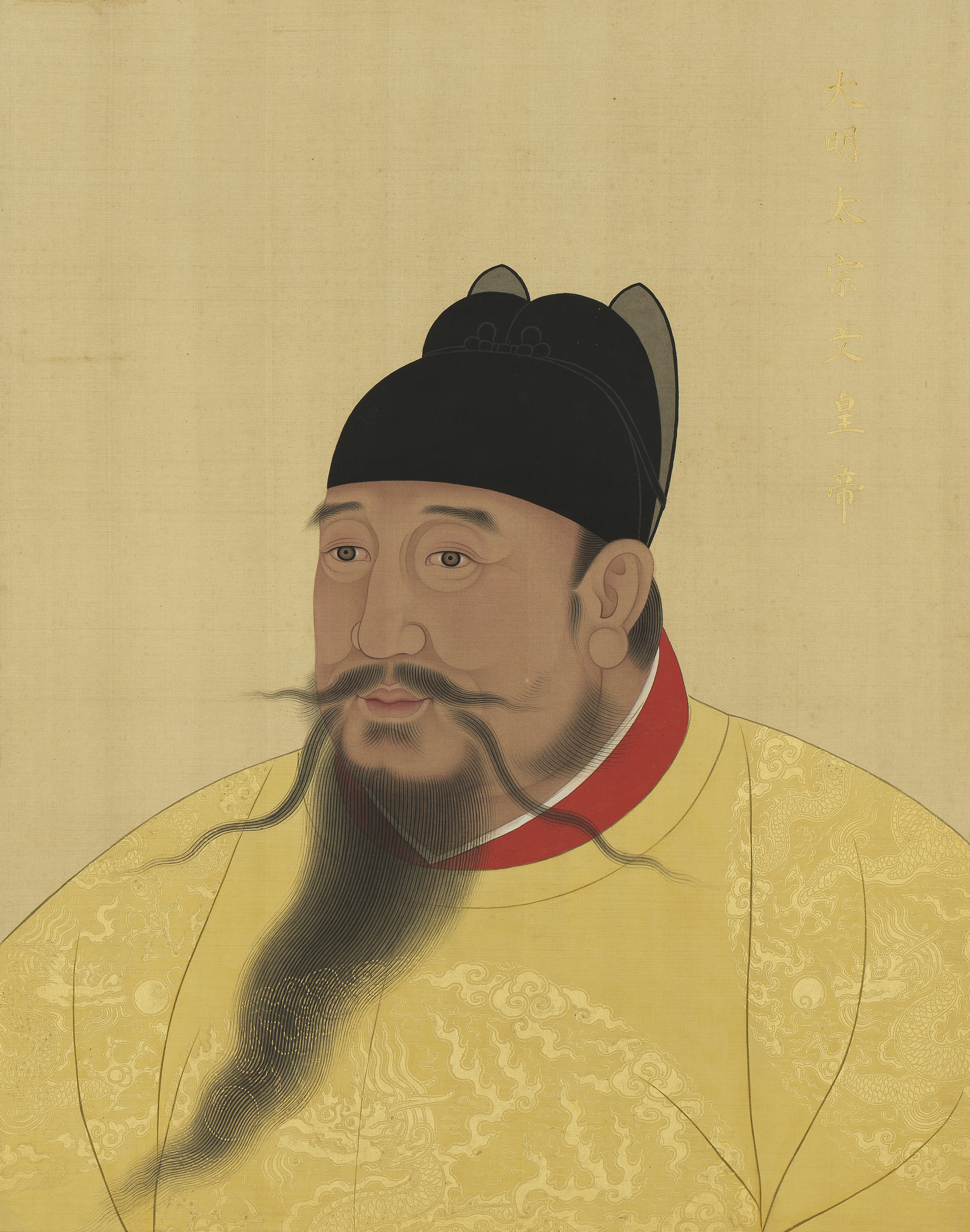
L'empereur Yongle.

Après avoir pris le pouvoir, il décide de re déplacer la capitale de l'empire à Beiping (北平), l'ancienne Dàdū (大都), là où elle avait été sous la dynastie mongole des Yuan. Deux facteurs motivent son choix. Premièrement, la ville et ses environs se trouvent dans sa sphère d'influence, y compris en ce qui concerne la puissance politique, économique et militaire ; deuxièmement, la position géographique de la ville joue un rôle extrêmement important dans sa défense militaire, puisqu'elle est proche de la frontière du nord. Elle peut résister à l'attaque d'ennemis et éviter l'encerclement des envahisseurs. Yongle lui donne le nom de Beiping. Le 4 février 1403, il déclare officiellement que Běipíng « paix du Nord » allait être renommé Beijing (北京) « la capitale du Nord ». Sous son règne, le plan de Beijing subit des changements notables.
En 1406, sous l'ordre de Yongle, plus de 230 000 artisans, ainsi que des milliers de terrassiers et de soldats, travaillent durant quinze ans à l'édification urbaine de Beijing. Grâce à leurs efforts, une nouvelle capitale se déploie. Sous la domination de Yongle, les guides anciens ont coutume de diviser la ville emmurée en trois villes distinctes : au centre, la ville pourpre interdite (Zijincheng ou Gongcheng), constituée par le Palais impérial de trois kilomètres de circonférence ; entourant celle-ci, la cité impériale (Huangcheng) ; entourant la cité impériale et le palais, la ville intérieure (Neicheng ou Jingcheng). Les cours et les constructions s'ordonnent selon trois axes parallèles nord-sud et l'axe central était le plus important. Au sud, se trouvent les édifices destinés à la vie officielle, au nord, les plus importants des édifices réservés à la vie privée. Les axes latéraux sont occupés par des appartements secondaires et des annexes.
La première ville a un plan rectangulaire : 6,5 km du sud au nord et 5,7 km de l'est à l'ouest. Le palais impérial occupe un rectangle de 960 m sur 750 m, soit une superficie de 720 000 m². Il est entouré d'une douve de 50 m de large remplie d'eau et d'une muraille continue de 7,9 m de haut.
La ville pourpre interdite est entourée de la cité impériale. Sur neuf km de ses environs se trouvent des annexes : le Temple des ancêtres impériaux (太庙, tàimiào, aujourd'hui situé dans le parc de la Culture du peuple), l'autel du Dieu du sol et des moissons (Shejitan, aujourd'hui situé dans le parc Sun Yat-sen) et le siège du gouvernement central (Zhongnanhai).
Dès que l'empereur Yongle décide d'installer sa capitale à Beijing, il fait aussi construire les remparts de la ville intérieure : 22,5 km de circonférence et 12 m de haut. En 1437, ceux-ci sont recouverts de briques et entourés d'une large douve aux eaux profondes; au cours du temps, ces remparts sont restaurés et consolidés à plusieurs reprises. Au sommet, un chemin de ronde permet aux cavaliers de faire le tour de la ville ; de loin en loin, le mur est renforcé par des tours, notamment aux angles, ou bien percé de neuf portes. Chacune livrait passage à une circulation particulière.
La ville pourpre interdite se trouvait au centre de la ville. Un axe central nord-sud de 6,5 km relie la tour de la Cloche (au nord) et la porte Yongding (au sud) en traversant le centre du palais impérial. Sur ses deux côtés, des boutiques et des maisons sont rangées en une disposition rationnelle.
En plus de l'édification urbaine, l'empereur Yongle pratique une série de politiques pour transformer Beijing en une ville prospère. En 1403, sous son ordre, plus de 136 000 foyers de la province du Shanxi emménagent à Beijing. En 1408, il donne l'ordre d'une exemption d'impôts de trois ans. Il concentre plus de 200 000 artisans du pays pour participer aux travaux de construction de la capitale, à la création des ateliers et des marchés. Il réunit également plus de 300 000 terrassiers pour draguer le Grand Canal. Ainsi, la circulation est fluide sur cette grande artère allant du sud au nord du pays, et de grandes quantités de céréales du Sud peuvent immédiatement être transportées à Beijing. Après des années de guerres, l'économie de la capitale connaît un développement rapide et les citadins peuvent enfin mener une vie prospère. Yongle est également à l'origine de sites qui font maintenant partie du patrimoine mondial : Palais impérial, Temple du ciel, Treize Tombeaux des Ming à Beijing, sans oublier la restauration et l'agrandissement du complexe de monastères taoïstes du mont Wudang, dans la province du Hubei.

## Politique

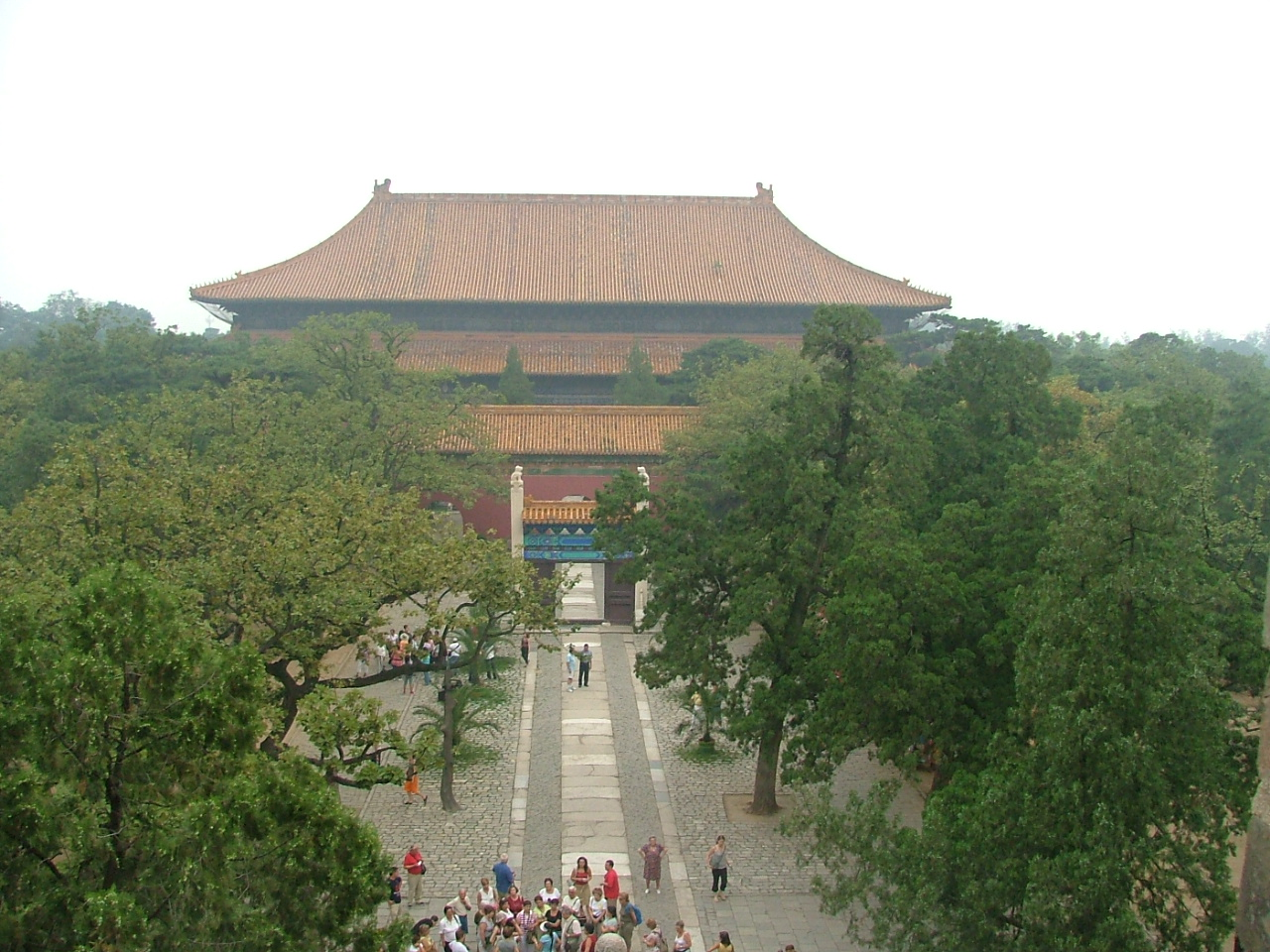
Site où se trouve la tombe de Yongle.

Son règne, comme celui du fondateur de la dynastie, est globalement épargné par les accidents climatiques et les épidémies, si l'on excepte celle de 1411, créant ainsi des conditions favorables à la stabilisation de l'empire et à son expansion économique. Pour mieux affirmer sa puissance et sécuriser son pouvoir, Yongle mène des offensives au Nord contre les Mongols et en Mandchourie, ainsi qu'au Sud contre le Dai Viet où une nouvelle province est fondée, avant que la domination chinoise ne commence à s'effriter dès la fin de son règne face à l'insoumission des populations locales qui mènent une guerre de résistance très efficace.

### Échanges avec l'extérieur
Dans la société féodale, Li Shimin (599-649), empereur Taizong des Tang (618-907) et Zhu Di, empereur Yongle des Ming, sont les deux empereurs qui attachèrent une grande importance au développement des relations avec les pays étrangers. Au début des Ming, le gouvernement limite sérieusement les échanges et le commerce avec l'extérieur. Sous son règne, Yongle mène plutôt une politique commerciale officielle, en supprimant l'interdiction imposée à la population sur les échanges et le commerce avec l'extérieur. Trois mois après être monté sur le trône, Yongle dépêche une série d'envoyés dans les pays de l'Asie du Sud-Est (Malaisie, Indonésie, Viet Nam, etc…).
L'une des grandes entreprises d'affirmation de la puissance de l'empire des Ming qui eut lieu à l'instigation de Yongle sont les expéditions maritimes de 1405 à 1433. Zheng He (鄭和, 1371-1435), eunuque originaire du Yunnan et navigateur célèbre, est chargé, de 1405 à 1433, de conduire sa grande flotte de commerce vers les mers de l'Ouest, en Asie du Sud et du Sud-Est, dans un but diplomatique et politique. En 28 ans, il se rend dans une trentaine de pays en Asie et en Afrique. Pour établir des relations politiques, économiques et culturelles, il fait un voyage de plus de 50 000 km. Lors de son premier voyage, il est équipé d'une flotte de plus de 200 bateaux et de plus de 20 000 personnes (y compris les équipages, les soldats, les techniciens, les interprètes, les médecins, etc…). À l'exception de l'or et de l'argent, ses marchandises comprennent de la soie, de la porcelaine, des objets en bronze, en fer, etc… À chaque endroit, où il arrive, Zheng He offre des cadeaux au roi ou au chef de tribu au nom de l'empereur Yongle. Par des échanges commerciaux avec les locaux, Zheng He achète des pierres précieuses, des perles, des aromates, du bois et des spécialités locales. Des pays occidentaux envoient aussi des messagers amicaux en Chine avec le retour de sa flotte. Les grandes expéditions sont brutalement stoppées en 1421, sans doute jugées trop onéreuses,. L'histoire de ces explorations entretient l'hypothèse très controversée d'une circumnavigation chinoise, popularisée en 2002 par l’œuvre de Gavin Menzies.
En 1417, trois rois des îles des Philippines conduisirent une délégation de plus de quatre cents personnes en Chine. Ils apportent des cadeaux (poires, carets et spécialités locales) à la cour impériale. Parallèlement, le gouvernement des Ming leur réserve un accueil chaleureux. Après un séjour de 27 jours, la délégation prend la route du retour. Le gouvernement des Ming leur offre de l'or, de l'argent, des soieries et des broderies et envoie des eunuques pour les accompagner. Malheureusement, un des trois rois tomba malade en route et meurt à Dezhou (Shandong). Après avoir appris cette nouvelle, l'empereur Yongle, affligé, envoie un fonctionnaire pour rendre hommage à ce roi. L'empereur Yongle écrit en personne l'inscription de la stèle qui fait grand éloge de la contribution du roi aux relations amicales entre les deux pays.

### La plus grande encyclopédie de l'histoire chinoise
La Yongle Dadian (Grande Encyclopédie de Yongle), est rédigée sous son règne. Après avoir étudié, il apprit par l'expérience que toutes les choses de l'univers sont multiples et variables et que toutes les connaissances humaines sont enregistrées dans les livres. Mais il était difficile de les chercher pour les employer. Il pense donc que si on traitait toutes les connaissances humaines dans un ordre méthodique en rédigeant un recueil ou un ensemble de toutes les connaissances, il serait plus facile de les chercher. Sous la direction de Yongle, une centaine de lettrés travaillent pendant un an et rédigent un grand livre intitulé « Réussite complète des documents ».
Après avoir lu ce grand livre, l'empereur Yongle n'en est pas satisfait, car le recueil de connaissances était trop simple. Ainsi, il demande aux lettrés de rédiger une édition augmentée, en fonction de son principe : « Il faut rédiger une série de livres qui collectionnent les connaissances d'une centaine de familles, y compris l'astronomie, les annales des districts, les principes féminin et masculin, la médecine, la divination, les huit trigrammes, les religions et les technologies. » Il ajoute : « Des lecteurs ont de l'argent pour acheter des livres ; pourquoi la cour impériale ne pourrait-elle pas aussi le faire ? » Dès lors, il envoie des gens acheter à prix unique de bons livres dans toutes les provinces du pays. Le contingent de travailleurs à cette fin passe d'une centaine à 2 169 personnes. Grâce à leurs efforts, un ensemble de grands ouvrages sont finalement rédigés durant l'hiver 1408. L'empereur Yongle donne le nom de Yongle Dadian et préface lui-même ce grand ouvrage.
Ce dernier comprend plus de 8 000 livres de différentes catégories. Son contenu concerne des classiques et des légendes populaires. Cette grande encyclopédie de 370 millions de caractères est la plus grande encyclopédie de Chine, et elle comprend 11 095 tomes et 22 877 volumes. Rien que son sommaire couvre 60 volumes.
Après sa rédaction, l'exemplaire unique du Yongle Dadian est transporté à Beijing par Yongle, lors du transfert de la capitale de Nanjing à Beijing, et conservé dans le pavillon Wenlou (Wenzhaoge). À ce moment-là, quelqu'un conseille d'en faire une impression typographique, mais ces travaux gigantesques connaissent des difficultés terribles. Plus tard, un incendie se déclare, et l'ouvrage frôle la destruction. Dans ce contexte, l'empereur Jiajing (1522-1567) prend la résolution d'en faire une copie collationnée avec l'original.
Ces travaux gigantesques occupèrent une centaine d'intellectuels qui travaillèrent consciencieusement. Pour réaliser la copie manuscrite de la Yongle Dadian, chaque personne devait copier textuellement trois pages par jour. Après avoir fini la copie d'un tome, le copieur et le correcteur devaient signer. Cette mission historique est accomplie en six ans.
Par la suite, l'original de ce grand recueil est conservé au pavillon Wenyuan (Wenyuange) ; maintenant, on ignore où se trouve ce recueil ancien. Des savants estiment qu'il a été possiblement brûlé dans les années où la guerre faisait rage[Quand ?]. Parallèlement, sa copie, conservée par les Archives impériales (Huangshicheng), est aussi victime de catastrophes. Au XVIIIe siècle, la grande collection Siku Quanshu comprenant 79 070 volumes est rédigée sous le règne de l'empereur Qianlong (1736-1796) des Qing. À cette époque-là, 2 400 volumes du Yongle Dadian ont disparu. Au milieu du XIXe siècle, alors que la guerre fait rage en Chine, il n'en reste que 64 tomes. Ces dernières années, on a retrouvé plus de 150 tomes. Tous ces livres sont des mines de renseignements.

## Mort
En 1424, à 64 ans, Yongle meurt des suites d'une maladie pendant la bataille de Yumuchuan. Il est enterré dans la tombe de Changling (長陵), le mausolée central et le plus important des tombeaux des Ming, il en comprend treize. Après son inhumation, chaque jour, un flot de visiteurs se presse pour rendre hommage à sa dépouille.

## Dans la culture populaire
Yongle peut être choisi comme dirigeant de la Chine dans le jeu vidéo Civilization VI (via un DLC sorti le 19 janvier 2023). 